# ハプログループN9 (mtDNA)
ハプログループN9 (mtDNA)は分子人類学におけるミトコンドリアDNAハプログループの一タイプであり、ハプログループN (mtDNA)の子型である。

## 分布
ハプログループN9はN9a、N9b、Yの3つの下位系統に分かれる。3つの下位系統の最も近い共通祖先は非常に古く、Behar et al. (2012)によれば今より45709.7 (SD 7931.5)年前、FTDNAによれば今より45,114 (99% CI 51,689 - 39,061)年前と推定されている。このうちYはアイヌを含むオホーツク海沿岸に多い（詳細はハプログループY (mtDNA)を参照）。ユーラシア北部が起源とされるハプログループN9は、日本人の約7%が該当します。
主に北東アジアに分布しているが、一部（特にY2aとN9a6）が東南アジアに分布している。日本には比較的古い時代にやってきて縄文人になったグループと、 比較的新しい時代にやってきてオホーツク文化を形成したグループ等がいると考えられており、古代から魚を食していたといわれている。
N9aの最も近い共通祖先はBehar et al. (2012)によれば今より17520.4 (SD 4389.8)年前と、FTDNAによれば今より17,292 (99% CI 19,254 - 15,454）年前の者と推定されている。現代日本（4.4%、4.57%）と現代中国（漢族 4.343%）と現代韓国（3.91%、4.32%）ではN9aが総人口に占める割合は同程度だが、日本ではN9a2（2.6%）やN9a4a（0.8%）やN9a5（0.4%）やN9a7（0.2%）が多いのに対し、中国の漢族ではN9a1（1.320%）やN9a10（0.683%）やN9a3（0.549%）やN9a9（0.406%）が多い。N9a6は東南アジア（マレーシア・インドネシア・ベトナム・ラオス・タイ王国・カンボジア・フィリピン）に特有のハプログループとなっている。
N9bの最も近い共通祖先はBehar et al. (2012) によれば今より14885.6 (SD 4092.5)年前と、FTDNAによれば今より14,176 (99% CI 16,917 - 11,718）年前と推定されている。N9bは縄文人及びその後裔に特有のミトコンドリアDNAハプログループとされている。

## 下位系統
- N9
  - N9a：東アジア、中央アジア、東南アジア
    - N9a1'3 (N9a+G16129A!)
      - N9a1 (N9a+G16129A!+T4386C+C16111T) 中国（漢族 1.320%[8]）
        - N9a1f (N9a1+T16298C) 中国[10]
          - N9a1f1 (N9a1f+A16171G)
            - N9a1f1a (N9a1f1+A15258G) 中国[10]
            - N9a1f1b (N9a1f1+A3531G!) 中国（湖南省漢族等[10]）

        - N9a1+G12007A 中国[2]、ベトナム[2]、日本[2]（東北・近畿・計0.2%[6]、東京都・愛知県[10]）
          - N9a1a (N9a1+G12007A+A15095G) 中国[2]（湛江市漢族等[10]、漢族 0.074%[8]）
            - N9a1a1 (N9a1a+C1120T) 中国（四川省漢族[10]）、シンガポール[10]
            - N9a1a2 (N9a1a+T3504C) 中国[10]

          - N9a1b (N9a1+G12007A+G7897A) 中国[2]
          - N9a1c (N9a1+G12007A+G15355A) 日本[2]
          - N9a1d (N9a1+G12007A+G513A+G709A+C13578T) 中国[2]
          - N9a1+G12007A+A745G
          - N9a1+G12007A+C12801T
          - N9a1+G12007A+A8706G
          - N9a1+G12007A+T961C
          - N9a1+G12007A+G8027A
          - N9a1+G12007A+G10373A
          - N9a1+G12007A+C16327T
          - N9a1+G12007A+G16391A
          - N9a1+G12007A+G7852A

      - N9a3 (N9a+G16129A!+A4129G) 中国[10]、日本（沖縄・中部北陸・計0.2%[6]）
        - N9a3+A12612G インド[10]
          - N9a3+A12612G+T12354C グルジア[10]、ロシア[2]（チェチェン共和国・イングーシ共和国・ブリヤート[10]）、中国[2]（四川省漢族[10]、漢族 0.549%[8]）、韓国（ソウル[10]）、日本（愛知県[10]）
            - N9a3+A12612G+T12354C+T10321C 中国（漢族 0.088%[8]）
              - N9a3+A12612G+T12354C+T10321C+T4703C 台湾（漢族・パイワン族・馬祖島等[10]）、シンガポール[10]、中国（漢族 0.069%[8])
              - N9a3+A12612G+T12354C+T10321C+A5432G 中国（黒竜江省ダウール[10]、吉林省漢族1人・北京市漢族1人・浙江省漢族1人・計0.014%[8]）、タイ王国（古人骨[10]）

            - N9a3+A12612G+T12354C+C7810T 中国（黒竜江省ダウール族[10]）、ロシア（バシコルトスタン[10]）、リトアニア[10]、ポーランド（ユダヤ人[10]）
            - N9a3+A12612G+T12354C+A4913G 中国（ウイグル族[10]）
              - N9a3+A12612G+T12354C+A4913G+C12636T 中国（タシュクルガンタジク自治県キルギス族[10]）、カザフスタン[10]、ロシア（ベルゴロド州ロシア人[10]）、チェコ[10]

            - N9a3+A12612G+T12354C+A9362G 日本（東京都等[10]）、中国（黒竜江省ダウール族・新疆ウイグル族[10]、山西省漢族1人・江蘇省漢族2人・計0.014%[8]）
            - N9a3+A12612G+T12354C+A9632G タイ王国（Mon族[10]）
            - N9a3+A12612G+T12354C+C13890T 中国（福建省漢族[10]、吉林省漢族1人・遼寧省漢族1人・広東省漢族2人・浙江省漢族2人・上海市漢族1人・計0.032%[8]）
            - N9a3+A12612G+T12354C+T3338C 中国（北京市漢族[10]）、シンガポール[10]
            - N9a3+A12612G+T12354C+T16311C! 中国（遼寧省漢族1人・安徽省漢族1人・湖南省漢族1人・江蘇省漢族3人・山東省漢族1人・浙江省漢族1人・計0.037%[8]）

    - N9a2'4'5'11 (N9a+T16172C)
      - N9a2 (N9a+T16172C+T961C+T15067C) 日本[2]（北海道・東北・中部北陸等・計2.6%[6]、東京都等[10]）、韓国[10]、中国[2]（漢族 0.365%[8]、フルンボイル市バルガ族・黒竜江省ダウール族・北京市漢族等[10]）、カザフスタン[10]、キルギス[10]、ハンガリー[10]（TMRCA 10361.1 [SD 3419.2]年前[1]）
        - N9a2a (N9a2+A16497G) 韓国[2][10]、日本[2]（北海道・東北・関東甲信越・中部北陸・近畿・九州・計1.9%[6]）、アメリカ合衆国[10]、中国（漢族 0.134%[8]）
          - N9a2a1 (N9a2a+T14968C+T16304C) 日本（東北・関東甲信越・中部北陸・近畿・計0.4%[6]）、中国（北京市漢族1人・浙江省漢族1人・計0.009%[8]）
          - N9a2a2 (N9a2a+A14148G) 日本（近畿・中部北陸・計0.2%[6])、中国（遼寧省漢族1人・四川省漢族1人・山東省漢族1人・計0.014%[8]）
          - N9a2a3 (N9a2a+T4688A+T5553G) 日本（東北・中部北陸・計0.2%[6]）

        - N9a2b (N9a2+C12697T) 中国[10]
        - N9a2c (N9a2+A13857G) 日本[10]
          - N9a2c1 (N9a2c+C16250T) 日本（東京都等[10]）、中国（ウイグル族）
            - N9a2c1a (N9a2c1+A955AC) 日本（愛知県[10]）、韓国[10]

        - N9a2d (N9a2+A3537G) 韓国[10]、中国（河北省漢族1人・計0.0046%[8]）
          - N9a2d1 (N9a2d+G11016A) 日本（東京都[10]）
            - N9a2d1a (N9a2d1+C961T!) 日本[10]

        - N9a2e (N9a2+C10736T) 中国[10]（天津市漢族1人・黒竜江省漢族1人・安徽省漢族1人・北京市漢族1人・山東省漢族2人・河南省漢族1人・四川省漢族1人・計0.037%[8]）

      - N9a4 (N9a+T16172C+G1664A+G16145A+C16245T) マレーシア[2]、中国（漢族 0.166%[8]）
        - N9a4a (N9a4+G4820A) 日本[2]（東京都・愛知県等[10]、北海道・東北・関東甲信越・中部北陸・近畿・九州・計0.8%[6]）、韓国（全羅南道[10]）
          - N9a4a1 (N9a4a+T146C!) 日本[10]

        - N9a4b (N9a4+T16092C) 日本（東京都[10]）
          - N9a4b1 (N9a4b+A9156G) 中国[2]（北京市漢族・安徽省漢族・湖南省[10]、漢族 0.042%[8]）、台湾[10]、アメリカ合衆国[10]
          - N9a4b2 (N9a4b+T146C!)
            - N9a4b2a (N9a4b2+A12184G) 中国[10]
            - N9a4b2b (N9a4b2+G13707A) 中国（湖南省漢族1人・広東省漢族1人・浙江省漢族1人・計0.014%[8]）

      - N9a5 (N9a+T16172C+A3729G+G15883A+T16189C!+T16209C) 日本（東北・関東甲信越・中部北陸・計0.4%[6]）
        - N9a5a (N9a5+A1943G) 日本（群馬県[10]）、韓国[10]
          - N9a5a1 (N9a5a+A12469G) 日本（千葉県等[10]）

        - N9a5b (N9a5+A5498G) 日本（東京都等[10]）

      - N9a11 (N9a+T16172C+T195C!+T6092C+A9180G+G10801A+C13934T+T14581C+T16311C!) ラオス（ルアンパバーン[10]）、中国（漢族 福建省2人・広東省2人・湖北省1人・浙江省2人・河南省1人・河北省1人・江蘇省1人・計0.046%[8]）
        - N9a11a (N9a11+T453A) 台湾（漢族[10]）
          - N9a11a1 (N9a11a+T3199A) 台湾（客家[10]）
          - N9a11a2 (N9a11a+G7598A) 中国（福建省漢族[10]）
          - N9a11a3 (N9a11a+T961C) 中国[10]

    - N9a6 (N9a+T4856C+C16292T) マレーシア（クランタン州マレー人[10]）
      - N9a6+A15080G タイ王国（ラワ族・北タイ人[10]）、ベトナム（ホーチミン市キン族等[10]）、カンボジア（クメール人[10]）、インドネシア（スンダ族[10]）、フィリピン（アクラン州[10]）、アメリカ合衆国[10]
        - N9a6a (N9a6+A15080G+C13742T+C16294T) タイ王国（マレー人[10]）、カンボジア（クメール人[10]）
          - N9a6a1 (N9a6a+T11253C) マレーシア（ジャハイ族・ケンシウ族[10]）、タイ王国（マレー人[10]）
            - N9a6a1a (N9a6a1+G260A) マレーシア（テムアン族[10]）
              - N9a6a1a1 (N9a6a1a+C311T) マレーシア（テムアン族[10]）

          - N9a6a2 (N9a6a+T4586C) インドネシア（パランカラヤ[10]、バンジャルマシンバンジャル族[10]）
          - N9a6a3 (N9a6a+T16136C) インドネシア（ジャカルタ首都圏[10]）
            - N9a6a3a (N9a6a3+A10017G) インドネシア（スマトラ島Besemah族[10]）

          - N9a6a4 (N9a6a+A5036G) マレーシア（Bidayuh族[10]）

        - N9a6+A15080G+A14587G ベトナム（スティエン族等[10]）
        - N9a6+A15080G+C16354T ベトナム[10]

      - N9a6b (N9a6+G10530C+G14364A+T16342C) マレーシア（オランセレター[10]）
      - N9a6c (N9a6+T13812G) タイ王国（プータイ族[10]）、カンボジア（クメール人[10]）
      - N9a6d (N9a6+G3849A) マレーシア（ヌグリスンビラン州ミナンカバウ人[10]）
        - N9a6d1 (N9a6d+C3359T) ベトナム（ヌン族・キン族[10]）

      - N9a6e (N9a6+T961C) ベトナム（キン族[10]）
        - N9a6e1 (N9a6e+C8963T) タイ王国（フアン族[10]）
          - N9a6e1a (N9a6e1+C16188T) タイ王国（フアン族[10]）

      - N9a6f (N9a6+G13604C)
        - N9a6f1 (N9a6f+A9109G) ベトナム（ヌン族[10]）
        - N9a6f2 (N9a6f+A8862G) ベトナム[10]

      - N9a6g (N9a6+G3010A) インドネシア（スマトラ島Semende族[10]）、タイ王国（中部タイ人[10]）
      - N9a6h (N9a6+A14203G) タイ王国（プータイ族・Soa族[10]）

    - N9a7 (N9a+G14016A+C16291T) 日本[2]（東北・中部北陸・計0.2%[6]、東京都等[10]）
    - N9a8 (N9a+T11368C+T15090C) 中国（漢族 0.208%[8]）（TMRCA 12,452 [99% CI 15,645 - 9,680]年前[2]）
      - N9a8a (N9a8+T15001C) 中国[10]（北京市漢族1人・計0.0046%[8]）
      - N9a8b (N9a8+A12846G) 中国[10]
      - N9a8c (N9a8+C10853T) ロシア（ブリヤート[10]）
      - N9a8d (N9a8+A7304G) 日本[2]（愛知県[10]、中部北陸地方・計0.1%[6]）、アメリカ合衆国[10]

    - N9a9 (N9a+T2887C) 中国（漢族 0.406%[8]、北京市漢族・河南省漢族[10]）
      - N9a9a (N9a9+G228T) ルーマニア（ドブロジャ地方人骨2体[10]）
        - N9a9a1 (N9a9a+T16311C!) キルギス[10]
          - N9a9a1a (N9a9a1+C16248T) ロシア（Chelkan族・Tuba族[10]）

      - N9a9b (N9a9+T6011C) ハンガリー（今より約1000年前の人骨1体と今より約900年前の人骨1体[10]）、中国（新疆ウイグル自治区ニルカ県出土の今より約2600年前の人骨NLKTBSY_M7[10]）、ロシア（イングーシ共和国イングーシ族[10]）、ウクライナ[2]（ヴィーンヌィツャ州[10]）
      - N9a9c (N9a9+A5319G)
        - N9a9c1 (N9a9c+C3588T) 中国[10]

      - N9a9d (N9a9+C14664T) 台湾[10]
      - N9a9+T16519C! 中国[2]、ロシア[2]
        - N9a9e (N9a9+T16519C!+T8516C+C9162T) 韓国[2]、中国[2]

    - N9a10 (N9a+G12771A) 中国[10]（漢族 0.683%[8]）、ベトナム（ホーチミン市キン族[10]）
      - N9a10+T16311C! 中国（重慶市漢族[10]）
        - N9a10+T16311C!+C15094T 中国（江蘇省[10]）
          - N9a10+T16311C!+C15094T+A1041G タイ王国（タイダム族[10]）、ベトナム（ヌン族[10]）
            - N9a10+T16311C!+C15094T+A1041G+T5492C タイ王国（北タイ人[10]）
            - N9a10+T16311C!+C15094T+A1041G+G7521A! タイ王国（北東部タイ人[10]）、ベトナム（Thai族[10]）
            - N9a10+T16311C!+C15094T+A1041G+A13419G ベトナム（ヌン族[10]）

          - N9a10+T16311C!+C15094T+C16250T タイ王国（北タイ人・シャン族[10]）、カンボジア（シェムリアップ州クメール人[10]）
          - N9a10+T16311C!+C15094T+T239C タイ王国（フアン族[10]）
          - N9a10+T16311C!+C15094T+A1881G 中国[10]

        - N9a10+T16311C!+C9740T カンボジア（バタンバン州チャム人・コンポントム州クメール人[10]）、ベトナム（ヌン族[10]）、台湾（漢族[10]）
        - N9a10+T16311C!+G9738A ベトナム（Hmong族[10]）、タイ王国（Hmong族[10]）、ラオス（Hmong族[10]）、中国（貴州省ミャオ族[10]）
          - N9a10+T16311C!+G9738A+G5780A ラオス（ルアンパバーン[10]）、ベトナム（コーラオ族[10]）

        - N9a10b (N9a10+T16311C!+G6899A) 中国（漢族 0.088%[8]）
          - N9a10b+42.1G+T16311C! 中国[2]（湖南省漢族等[10]）

      - N9a10a (N9a10+G9755A) 中国[2]（漢族 0.055%[8]）
        - N9a10a1 (N9a10a+A9821G) 中国[2]（内モンゴル自治区漢族1人・湖北省漢族1人・山東省漢族1人・計0.014%[8]）
        - N9a10a2 (N9a10a+T9428C) フィリピン[2]、台湾[2]、中国（江蘇省漢族1人・計0.0046%[8]）

      - N9a10c (N9a10+C14691T) タイ王国（北タイ人[10]）
      - N9a10d (N9a10+A12534G) タイ王国（中部タイ人・北東部タイ人[10]）、中国[10]
      - N9a10e (N9a10+A1027G) 中国[10]（漢族 0.231%[8]）
        - N9a10e1 (N9a10e+G3882A) タイ王国（Mon族・中部タイ人[10]）
        - N9a10e2 (N9a10e+G143A) 中国[2]（漢族 0.046%[8]）

      - N9a10f (N9a10+G9055A+C9740T) 中国（漢族 広西チワン族自治区1人・湖南省3人・重慶市1人・広東省3人・福建省1人・浙江省2人・江蘇省1人・計0.055%[8]）

    - N9a12 (N9a+T5063C) 中国[10]
    - N9a13 (N9a+C7376T) 台湾[10]、中国（漢族 0.097%[8]）
      - N9a13a (N9a13+A14251G) タイ王国（タイルー族[10]）

    - N9a14 (N9a+A13862G) 中国[10]
    - N9a15 (N9a+G1888A) 中国（新疆漢族1人・広東省漢族2人・四川省漢族1人・浙江省漢族1人・江蘇省漢族1人・計0.028%[8]）
      - N9a15a (N9a15+A8589G) 香港[10]
      - N9a15b (N9a15+G8251A) タイ王国（タイユアン族[10]）

    - N9a16 (N9a+A13927T)
      - N9a16a (N9a16+C8794T) タイ王国（コンムアン[10]）

    - N9a17 (N9a+T204d)

  - N9b：日本、沿海州
  - Y：
    - Y1
      - Y1a: オホーツク海沿岸
      - Y1b
        - Y1b1: 中国、日本、ベトナム
        - Y1b2: 中国、ロシア（ヴォルガ・タタール人）

      - Y1c: ロシア（ハム二ガン族）、韓国（特に済州島民）、中国新疆（ウイグル族）、カナダ[10]

    - Y2
      - Y2a マレー諸島